# وینیگتسل
وینیگتسل (به آلمانی: Wenigzell) یک منطقهٔ مسکونی در اتریش است که در هارتبرگ فورستنفلد واقع شده‌است. وینیگتسل ۳۵٫۴۹ کیلومتر مربع مساحت دارد ۸۳۱ متر بالاتر از سطح دریا واقع شده‌است.

## خواهرخوانده
شهر الگ خواهرخواندهٔ وینیگتسل هست.